# ジンデルスドルフ
ジンデルスドルフ (ドイツ語: Sindelsdorf) はドイツ連邦共和国バイエルン州オーバーバイエルン地方のヴァイルハイム＝ショーンガウ郡に位置する町で、ハーバッハ行政共同体を構成する自治体の一つ。

## 地理
ジンデルスドルフは高地に位置している。南東部のジンデル川湿原にはフィヒト湖(Fichtsee)を有している。

### 自治体の構成
この町は、公式には 5つの地区 (Ort) からなる。このうち小集落や孤立農場などを除く集落を以下に列記する。
- リーデルン
- ジンデルスドルフ

## 気候

1961年から1990年の月別降水量(左軸、[mm])。白線が平均値、青線が最高値。グラフ背景色が白に近いほど年別のプロットが集まっている。(右軸、%)
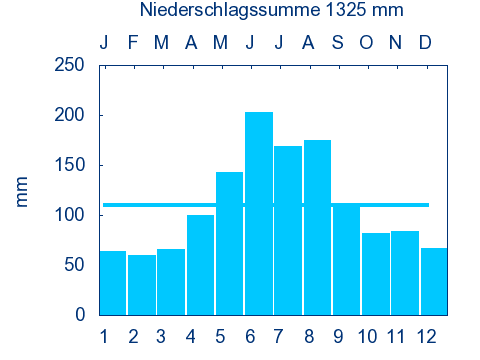
1961年から1990年の月別平均降水量。年間降水量平均は1325mm、ひと月当たりの降水量平均は約110mm。

## 歴史
今日のオーバーバイエルンのジンデルスドルフは、バイエルン選帝侯のもとにベネディクトボイエルン修道院に属していた。1818年に、現在のような行政区が設置された。

### 人口の増加
この地域の人口は、1970年には681人、1987年には783人、2000年には1011人を数え、2007年9月には総人口1144人になっている。

## 政治
町長は無所属のアンドレアス・オーバーマイアーである。
2018年の町の税収入は124万6千€、このうち営業税収入は18万9千€であった。

## 経済と社会資本

### 経済及び農林業
2018年には、114人の社会保険支払い義務のある就労者が働いていた。この町に住む社会保険支払い義務のある就労者は548人であった。また2016年には29軒の農家があった。農地面積は805ヘクタールで、そのうち耕作地は101ヘクタールで、705ヘクタールが牧草地などの緑地であった。

### 教育
幼稚園が1園あり、定員60人に対してに47人の園児が在籍している(2019年)。

## その他
青騎士の芸術家フランツ・マルクは一時期ジンデルスドルフに住んでいた。カンディンスキーは、この地で「青騎士」の名が生まれたことをのちに彼の『回想録』の中で語っている。

## 引用
1. ↑  https://www.statistikdaten.bayern.de/genesis/online?operation=result&code=12411-003r&leerzeilen=false&language=de Genesis-Online-Datenbank des Bayerischen Landesamtes für Statistik Tabelle 12411-003r Fortschreibung des Bevölkerungsstandes: Gemeinden, Stichtag (Einwohnerzahlen auf Grundlage des Zensus 2011)
2. ↑  Bayerische Landesbibliothek Online
3. ↑  “12. Gemeindefinanzen seit 2014” (PDF), Statistik kommunal 2019 Gemeinde Sindelsdorf:  p. 10 2021年4月10日閲覧。
4. ↑  “6. Sozialversicherungspflichtig beschäftigte Arbeitnehmer seit 2013” (PDF), Statistik kommunal 2019 Gemeinde Sindelsdorf:  p. 8 2021年4月10日閲覧。
5. ↑  “22. Betriebsgrößenstruktur in der Landwirtschaft 2003, 2005, 2007, 2010 und 2016” (PDF), Statistik kommunal 2019 Gemeinde Sindelsdorf:  p. 14 2021年4月10日閲覧。
6. ↑  “20. Bodennutzung 2003, 2007, 2010 und 2016” (PDF), Statistik kommunal 2019 Gemeinde Sindelsdorf:  p. 13 2021年4月10日閲覧。
7. ↑  “28. Kindertageseinrichtungen seit 201” (PDF), Statistik kommunal 2019 Gemeinde Sindelsdorf:  p. 16 2021年4月10日閲覧。